# Koroča (město)
Koroča (rusky Короча) je město v Bělgorodské oblasti v Ruské federaci. Při sčítání lidu v roce 2010 měla 5877 obyvatel.

## Poloha
Koroča leží na stejnojmenné řece, přítoku Něžegolu v povodí Severního Doňce. Od Bělgorodu, správního střediska celé oblasti, je vzdálena zhruba šedesát kilometrů na severovýchod.

## Dějiny
Za druhé světové války byla Koroča 1. července 1942 obsazena německou armádou a 7. února 1943 dobyta zpět jednotkami Voroněžského frontu Rudé armády v rámci Třetí bitvy o Charkov.

### Rodáci
- Alexej Vasiljevič Pogorelov (1919–2002), matematik, geometr